# Gardaland
Gardaland er Italiens største forlystelsespark. Parken ligger ved Gardasøen mellem byerne Peschiera del Garda og Lazise.
I Gardaland indgår delfinariet Palablu med både delfiner og søløver. Dyrene har deres eget show, hvor turister kan få lov til at se dem udfolde sig og lave kunster i deres bassin flere gange dagligt.
Når det ikke er "show-tid", er det muligt for Palablus besøgende at se delfinerne og søløverne gennem glasruder, som udgør væggene til deres bassin. Dette foregår altså i et aflangt mørkt rum, udgravet helt op til bassinet. 
Her kan man også læse om dyrenes adfærd og de observeringer, der er lavet ud fra forskningen i deres adfærd.
Forlystelsesparken er en del af den britisk ejede Merlin Entertainments.